# Cat5 (musikalbum)
Cat5 är ett musikalbum från 2006 av den svenska popgruppen Cat5. Det var gruppens debutalbum och släpptes den 17 maj 2006 på skivbolaget Service.

## Låtlista
1. Dansa Comigo
2. Play This Loud
3. Drop the Bomb
4. Skipped A Beat
5. Stretch And Bend
6. Sexy
7. You Go Girl
8. Slow Down
9. Battle
10. I Want You